# Mustapha Boukar
Pour les articles homonymes, voir Boukar.
Mustapha Boukar (arabe : مصطفى بوكار), né le 24 avril 1964 à Oran, est un ancien footballeur international algérien. Surnommé Paulo César par rapport au joueur brésilien des années 1970 (Paulo César "Caju"), il a joué au poste de Meneur de jeu dans les années 1980 principalement dans les rangs de l'ASM Oran.
Il compte 8 sélections en équipe d'Algérie entre 1985 et 1988.

## Palmarès

### En club
- Finaliste de la Coupe d'Algérie en  1983 avec l'ASM Oran

### Avec l'équipe d'Algérie
- Troisième aux Jeux panarabes 1985

- 1er tour de la Coupe du monde de futsal de 1989

- 8 sélections en équipe nationale[1].